# Orlovova vzpoura
Orlovova vzpoura či Orlofika (řecky Ορλωφικά) bylo řecké povstání na Peloponésu a později také na Krétě, které vypuklo v únoru 1770 po přistání ruského admirála Alexeje Orlova, velitele carského ruského námořnictva během rusko-turecké války (1768–1774), na poloostrově Mani. Vzpoura, hlavní předchůdce řecké války za nezávislost (která vypukla v roce 1821), byla součástí takzvaného „řeckého plánu“ Kateřiny Veliké a byla nakonec potlačena Osmany.

## Zárodky konfliktu
První pokusy rodícího se Ruského impéria za cara Petra Velikého o expanzi na jih na území ovládané Osmany na Krymu a v Azovském moři selhaly. První úspěch znamenala až smlouva z Niše z roku 1739, která potvrdila ruské držení města Azov. Rusko-osmanské soupeření v následujících desetiletích dále narůstalo, mocnosti soupeřily o vliv ve svých pohraničních oblastech na Krymu, Ukrajině, v Polsku a Moldávii, což nakonec vedlo k vypuknutí války v roce 1768.
Na konci 17. století se mezi křesťany žijícími pod osmanskou nadvládou začal šířit ruský vliv. Francouzsko-osmanské spojenectví přineslo výhody pro katolíky v Osmanské říši, a zejména ve Svaté zemi, což způsobilo, že pravoslavní patriarchové z Konstantinopole a Jeruzaléma začali hledat oporu v Rusku. Řada Řeků do Ruska i odešla. Založili zde kolonie a byli verbováni k úkolu vrátit se v pravou chvíli do Řecka a vyvolat tam povstání.
23. října 1768 Osmani vyhlásila Rusku válku. Příčinou byla agresivní ruská politika, vměšování na Krymu (osmanský vazal) a boj o moc v Polsku. V letech 1768–69 se válka příliš nerozvinula, protože se obě strany připravovaly na dlouhé tažení.

## Povstání
Rusko-řecký kapitán dělostřelectva Grigorios Papadopoulos byl vyslán do Mani. Další Řek v ruských službách Georgios Papazolis spolupracoval s bratry Grigorijem a Alexejem Orlovovými na přípravách řeckého povstání v Morei od roku 1769. Velení povstání bylo svěřeno bratrům Orlovovým, s Alexejem jako velitelem ruské flotily. Rusko plánovalo podnítit pravoslavnou vzpouru po celém Balkánu a vyslalo své agenty do Bosny, Hercegoviny, Černé Hory, Albánie i na Krétu.
První ruská flotila (ze dvou) odplula v srpnu 1769 a do Egejského moře dorazila v prosinci. Výprava pouhých čtyř lodí s pár stovkami vojáků a nedostatečných zásob zbraní Řeky velmi zklamala. Příjezd ruské flotily do Mani v únoru 1770 znamenal vytvoření místních ozbrojených skupin v Mani a Kalamatě, avšak malá ruská expediční síla nedokázala přesvědčit část místních Řeků, aby se chopili zbraní. Mezi řeckými a ruskými vůdci se rozvinula vzájemná nedůvěra. Zpočátku tak byla zformována armáda o síle pouhých 1400 mužů. Ale v následujících dnech dorazila posila z Kréty, která učinila povstalecké síly poněkud bojeschopnější. Poté povstání začalo.
Řečtí rebelové byli zpočátku úspěšní a podařilo se jim porazit osmanské síly v Lakónii a východní Messénii. Povstání se však nepodařilo účinně rozšířit, takže pevnosti Navarino, Methone a správní centrum Tripolitsa (moderní Tripolis) zůstaly v osmanských rukou. Rebelům se podařilo ovládnout pevnost Mystras, kde zřídili místní vládu.
Mezitím vypuklo řecké povstání na Krétě, které vedl lodní magnát Daskalogiannis. Podpora slíbená ruskými emisary však na Krétu nikdy nedorazila a Daskalogiannis byl ponechán svému osudu. Krétské povstání bylo brzy potlačeno.
Jakmile se první zprávy o řeckém povstání podporovaném Ruskem dostaly do osmanského hlavního města, vypukly protiřecké pogromy v různých městech Osmanské říše, včetně Smyrny.
S pomocí řeckých ostrovanů se ruskému loďstvu podařilo dosáhnout velkého vítězství proti osmanskému námořnictvu v bitvě u Cesme, ale řecké armádě v Morea to nepomohlo. Protože Rusové nedokázali přivést síly, které slíbili, povstání bylo brzy potlačeno. Řecké posily z Makedonie a oblasti Olympu byly Osmany zastaveny ještě před Moreou. Mezitím se jeden z nejkompetentnějších vojenských velitelů Osmanské říše a bývalý velkovezír Muhsinzade Mehmed Paša ujal velení posádky v Nafplionu a poté, co povolal milice z některých severních provincií, rozdrtil rusko-řeckou výpravu u Tripolisu.

## Důsledky
Muslimští albánští žoldáci najatí Osmany, místním řeckým obyvatelstvem označovaní také jako „Turko-Albánci“, pak zůstali na Peloponésu ještě několik let a pravidelně spouštěli represálie proti Řekům. Tyto síly také zničily mnoho měst v Epiru v letech 1769–70. V Patrasu po řádění Albánců nezůstal naživu téměř nikdo. Město Mystras zůstalo v troskách a metropolitní biskup Ananiáš byl popraven, přestože během povstání zachránil život několika Turkům. K příčinám řádění Albánců patřilo to, že Osmanská vláda nebyla schopna vyplácet žold, takže si "odměnu" brali sami a pustošili celý region.
V roce 1774 skončila rusko-turecká válka smlouvou z Küçük Kaynarca, která udělila obyvatelstvu všeobecnou amnestii. Přesto útoky muslimských albánských žoldáků v regionu pokračovaly nejen proti řeckému obyvatelstvu, ale také proti Turkům. Rozsáhlé ničení a nedostatek kontroly na Peloponésu donutily centrální osmanskou vládu poslat pravidelnou tureckou vojenskou sílu k potlačení těchto albánských jednotek v roce 1779 a nakonec je vypudit z Peloponésu.
Z ruského hlediska byla mise hraběte Orlova úspěšná, poškodila osmanskou flotilu, nasměrovala osmanské jednotky na jih a přispěla k vítězství, které vedlo k podepsání smlouvy z Küçük Kaynarca. Z řeckého pohledu vzpoura zkolabovala. Stála obrovské množství životů - jak v bitvě, tak v osmanských represáliích, které následovaly. Na druhou stranu, podle smlouvy z Küçük Kaynarca řecké lodě získaly právo plout pod ruskou vlajkou a měly otevřený přístup do Černého a Středozemního moře. Rusko získalo právo na ochranu pravoslavného obyvatelstva a jeho kostelů a na stavbu pravoslavné katedrály v Istanbulu. Rusko také získalo právo jmenovat konzuly v celé říši a většina z nich byli Řekové.
V desetiletích po povstání emigrovaly desítky tisíc Řeků z Osmanské říše do Ruska a založily kolonie na Krymu a podél břehů Azovského moře. Města jako Mariupol a Taganrog se díky Řekům stala vzkvétajícími obchodními centry (řecké osídlení zde zničil až Stalin ve 30. letech 20. století). Řecké spojení s Ruskem se stalo v dalších letech ještě silnější také díky vlivu prominentních Řeků v Rusku, jako byli hrabě Demetrio Mocenigo, hrabě Ioannis Kapodistrias, Alexandros Ypsilantis, Skarlatos D. Sturdza, Spyridon Destunis a další, kteří zaujímali vysoké pozice v ruské carské správě.
Revolta také posílila filhelénismus v kultuře západního světa. Hlavní hrdina románu Friedricha Hölderlina Hyperion se například účastní povstání inspirovaného právě Orlovovskou vzpourou.